# Aglais bellieri
Aglais bellieri är en fjärilsart som beskrevs av Cabeau 1923. Aglais bellieri ingår i släktet Aglais och familjen praktfjärilar. Inga underarter finns listade i Catalogue of Life.